# Cobrieux

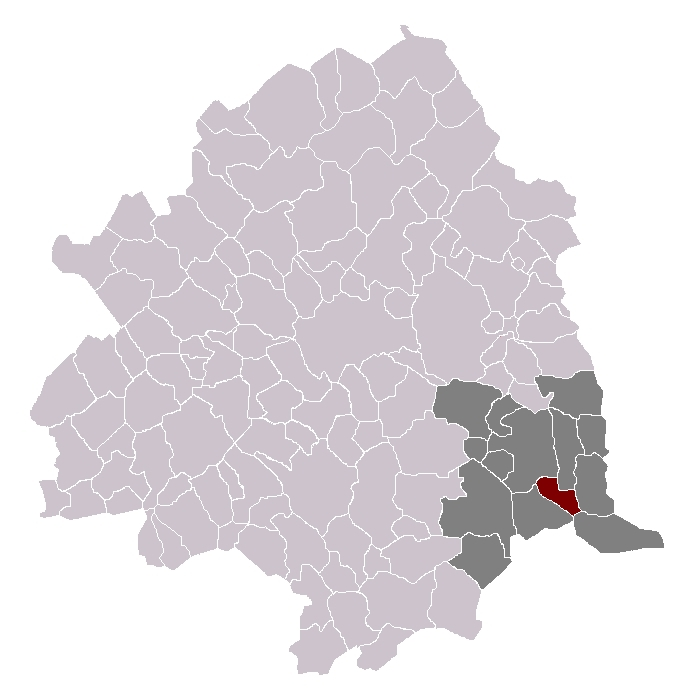
Localització de Cobrieux

Cobrieux és un municipi francès, situat a la regió dels Alts de França, al departament del Nord. L'any 2006 tenia 519 habitants. Limita al nord amb Bourghelles, a l'est amb Bachy, al sud-est amb Mouchin, al sud amb Genech i al nord-oest amb Cysoing.

## Demografia
| 1962                                       | 1968 | 1975 | 1982 | 1990 | 1999 | 2006 |
| ------------------------------------------ | ---- | ---- | ---- | ---- | ---- | ---- |
| 293                                        | 296  | 305  | 338  | 461  | 518  | 519  |
| Des de 1962: població sense dobles comptes |      |      |      |      |      |      |

## Administració
| Període   | Identitat         | Partit |
| --------- | ----------------- | ------ |
| 2001-2008 | Christel Duborper |        |
| 2008-     | Ludovic Rempteaux |        |